# Moresby Island (Gulf Islands)
Moresby Island är en ö i Kanada.   Den ligger i provinsen British Columbia, i den södra delen av landet, 3 600 km väster om huvudstaden Ottawa. Arean är 6,4 kvadratkilometer.
Terrängen på Moresby Island är platt. Öns högsta punkt är 143 meter över havet. Den sträcker sig 3,6 kilometer i nord-sydlig riktning, och 3,2 kilometer i öst-västlig riktning.